# Комиссарова, Александра Федотовна
Александра Федотовна Комиссарова (1914—1989) — передовик советского сельского хозяйства, свинарка совхоза «Паньковский» Новодеревеньковского района Орловской области. Герой Социалистического Труда (31.12.1961).

## Биография
Родилась в 1914 году в селе Паньково Новосильского уезда Тульской губернии (ныне — Новодеревеньковского района Орловской области) в семье крестьянина, в которой воспитывалось 12 детей. Русская.
С 9 лет начала работать, помогая родителям по хозяйству. Окончила 3 класса Паньковской школы. До 1939 года трудилась в хозяйстве на разных работах.
С 1951 года трудилась свинаркой на животноводческой ферме совхоза «Паньковский». Работать приходилось в сложных условиях. Стадо свинопоголовья было беспородным, помещение, где оно содержалось, тесным. Не хватало кормов и людей.
Многое приходилось делать самим работницам для создания материальной базы. Но А. Ф. Комиссарова всегда была в авангарде трудового коллектива, собственным примером вдохновляя и поддерживая своих коллег.
Она смогла получить от 9 свиноматок 183 поросенка. Вступила в КПСС. В 1960 году в ознаменование 50-летия Международного женского дня, за достижения в труде и плодотворную общественную деятельность награждена орденом Ленина. В этом же году за производственные успехи и проявленную инициативу в организации соревнования за звание бригад и ударников коммунистического труда награждена медалью «За трудовую доблесть».
Указом Президиума Верховного Совета СССР от 31 декабря 1961 года за разработку и внедрение в сельскохозяйственное производство прогрессивных приёмов, обеспечивающих повышение производительности труда и снижение себестоимости продукции, за достигнутые высокие производственные показатели Комиссаровой Александре Федотовне присвоено звание Героя Социалистического Труда с вручением ордена Ленина и золотой медали «Серп и Молот».
Депутат Верховного Совета СССР 6-го созыва (1962—1966). Также избиралась депутатом Орловского областного, Новодеревеньковского районного и Паньковского сельского Советов депутатов трудящихся, членом Новодеревеньковского райкома КПСС. Делегат XXII съезда КПСС (1961).
Работала в совхозе до выхода на пенсию.
Проживала в селе Паньково Новодеревеньковского района Орловской области. Умерла в 1989 году. Похоронена в Новодеревеньковском районе.

## Награды
- Медаль «Серп и Молот» (31.12.1961);
- Орден Ленина (07.03.1960).
- Орден Ленина (31.12.1961).
- Медаль «За трудовую доблесть» (28.05.1960)
- Медаль «В ознаменование 100-летия со дня рождения Владимира Ильича Ленина» (6 апреля 1970)
- Медаль «Ветеран труда»
- медали ВДНХ СССР
- Победитель Всесоюзного соревнования коноплеводов
- Награждена юбилейным знаком «70 лет Орловской области»
- Отмечена грамотами и дипломами.